# جشم العربي
جشم العربي أو جشم بن شهر (يذكر في المصادر الغربية: Geschem) ملك عربي من قبيلة قيدار، وأحد ملوك مملكة قيدار عاش في القرن الخامس قبل الميلاد. وهو أحد الملوك المذكورين في التوراة الذي عارض نحميا في سنة 444 قبل الميلاد في إعادة بناء سور أورشليم. وفي عهده وصل الاتجار بين فلسطين وبين العربية الجنوبية ذروته، وعثر على مواد كثيرة في مواضع متعددة من فلسطين استوردت من العربية الجنوبية، كما عثر في حضرموت على آثار تدل على أنها استوردت من فلسطين وبلاد الشام، وقد كانت حاصلات العربية الجنوبية هي من أهم السلع المطلوبة في فلسطين ترسل إليها عن طريق البر على ظهور الجمال.

## سيرته
ظهر اسم جشم في النقوش اللحيانية التي اكتشفت في العلا الواقعة شمال الجزيرة العربية والتي أرخت على الأغلب في عهده، وكذلك ورد اسمه في النقوش الآرامية في تل المسخونة في مصر، وهي تشير إليه على أنه ملك قيدار، وتشير كذلك إلى وجود قيداريين على حدود مصر الشرقية استوطنوا هناك بتوجيه من الفرس لحماية الحدود الغربية للدولة الفارسية، ويظهر حسب النصوص الأثرية، أن تأثير مملكة قيدار في أواخر القرن الخامس قبل الميلاد وبالتحديد في عهد جشم قد امتد ليشمل فلسطين وشرقي الأردن إلى حدود مصر الشرقية وشمالي جزيرة العرب، وهي المنطقة التي كانت تحت لنفوذ الأنباط فيما بعد.
تشير النصوص إلى أن جشم العربي كان يملك أعلى سلطة إدارية في المنطقة الواقعة جنوبي فلسطين والمعروفة باسم أدوم، ومما يذكر عنه اعتراضه على بناء سور بيت المقدس من قبل الزعيم العبراني نحميا في حدود سنة 440 ق.م. بعد العودة من السبي البابلي. وقد اتفق جشم العربي مع سنبلط الحوروني وطوبيا العبد العموني على معارضة نحميا ومنعه من إعادة بناء السور، فأخذوا يتهمونه بالتمرد والعصيان لإثارة الحكام الفرس عليه، ولكن محاولة التآمر هذه أخفقت. وقد صرح جشم برأيه إلى نحميا في رسالة وجهها إليه نقل نحميا منها هذه الكلمات: «وجشم يقول: إنك أنت واليهود تفكرون أن تتمردوا، لذلك أنت تبني السور لتكون لهم ملكًا بحسب هذه الأمور. وقد أقمت أيضا أنبياء لينادوا بك في أورشليم قائلين: في يهوذا ملك».